# Litecoin
Litecoin je alternativní digitální měna a platební decentralizovaná P2P síť, založená na bitcoinu. Decentralizovaného konsensu o svém stavu dosahuje důkazem prací využívajícím paměťově náročnou hašovací funkci scrypt.  Zkratka měny Litecoin je LTC. Tvůrcem Litecoinu je Charles Lee. Důležitá vlastnost Litecoinu je plná decentralizace – je navržen tak, aby nikdo nemohl měnu jakkoli ovlivňovat, ničit, padělat, zabavovat účty, kontrolovat peněžní toky nebo způsobovat inflaci. Neexistuje žádný centrální bod, který by mohl o síti rozhodovat. Kód Litecoinu je uvolněn jako open source .

## Historie
Litecoin spatřil světlo světa 7. října 2011. Jeho tvůrce Charlie Lee alias satoshilite, zaměstnanec Google, tímto vytvořením přinesl světu jeden z prvních altcoinů. Hlavním rysem Litecoinu je použití algoritmu scrypt. Tento scrypt vyvinul v roce 2009 Colin Percival z Tarsnap Inc a slouží k potlačení hardwarové náročnosti těžby. Místo toho těžba vyžaduje k výpočtu velké množství paměti. Oproti Bitcoinu je tedy možné Litecoin těžit i na slabších zařízeních a k těžbě se užívalo dlouhou dobu pouze grafických karet.  
Již na podzim roku 2013 se Litecoin svezl na vlně bitcoinové mánie a jeho hodnota vystoupila na cenu skoro 50 USD. Jenže krach nejznámější bitcoinové burzy Mt. Gox na konci února 2014 srazil i jeho cenu. 
Další problém přišel v průběhu roku 2014, kdy firma KnCMiner vstoupila na trh s ASIC scrypt LTC minerem Titan. Skokově narostla výpočetní síla v síti a těžaři s grafickými kartami byli ze dne na den znevýhodněni. Vývojáři tomuto kroku nezabránili ze strachu před možným hard forkem, a kvůli tomu ztratil Litecoin spoustu drobných těžařů, přestal být "demokratickou měnou". Celé situaci nepřidal ani sám tvůrce Charlie Lee, který v prosinci roku 2014 prohlásil, že Litecoin nepotřebuje žádný další vývoj. Cena se několik týdnu poté propadla o více než 60 %. Dosáhla historického minima cca 1,3 USD. 
K zázračnému vzkříšení Litecoinu došlo až 6. ledna roku 2017. Charlie Lee tehdy zveřejnil svou vizi SegWitu a Lightning Networks na Bitcoinu a Litecoinu. Představil SegWit nejen jako nástroj pro vyšší transakční kapacitu, ale také jako opravu známé chyby kryptoměn, maleability transakcí. Právě tato chyba mohla podle Marka Karpelese za pád burzy Mt. Gox a byla hlavní překážkou v rozvoji transakčních kanálů známých jako Lightning Network. Lighting Network nepřináší jen vyšší kapacity, ale také možnost provázat blockchainy různých kryptoměn pomocí tzv. atomic swaps – decentralizované směny různých kryptoměn na úrovni uživatelů, tj. bez nutnosti třetích stran. 
Počátkem května 2017 byl v síti Litecoinu SegWit aktivován, což mělo za následek vzrůst burzovní hodnoty Litecoinu na 38 USD. V prosinci 2017 Charlie Lee prohlásil, že nechce být ovlivňován cenou Litecoinu a chce se soustředit pouze na její vývoj a podle svého prohlášení prodal všechny své litecoiny. Faktický exit zakladatele šokoval fanoušky a měl za následek pokles důvěry v tuto kryptoměnu, pokles její ceny a obavy o budoucnost projektu. Častou výtkou kryptoměnové veřejnosti bývá fakt, že prodej uskutečnil na vrcholu cenové mánie, blízko historicky nejvyšší ceny. Odhaduje se, že je prodal v době kdy měly cenu kolem 300 USD za kus.
Od února 2018 s ním lze platit mimo jiné v českém internetovém obchodě Alza.cz, jeho výhodou jsou v porovnání s bitcoinem nižší transakční poplatky.

## Technická specifikace
- Název digitální měny: Litecoin
- Zkratka měny: LTC
- Mining algoritmus: Scrypt
- Tvorba bloku: 2,5 minuty
- Odměna za vytěžený blok: 12,5 LTC
- Snížení odměny: každé 4 roky (příští v srpnu 2023)
- Celkové množství: 84 milionů
- Čtyřikrát více než digitální měny Bitcoin

## Scrypt
Algoritmus scrypt, který používá Litecoin pro těžbu, byl stejně jako bitcoinový algoritmus "prolomen" specializovanými počítači (ASIC) určenými na těžbu digitálních měn. V okamžiku, kdy se objevily specializované obvody ASIC pro těžení nových Litecoinů, schopné počítat 50 milionů hašů za sekundu, a kvůli odmítnutí vývojářů přejít na jiný algoritmus jeho výpočtu podle Marka Palatinuse přestal mít litecoin smysl.
Litecoin  je až třetí nejstarší kryptoměnou využívající scrypt, ale předchozí dvě kryptoměny využívající scrypt (Tenebrix a Fairbrix)  zanikly krátce po svém vzniku.  Mnoho alternativních digitálních měn používá scrypt algoritmus pro těžbu, Litecoin tak ovlivnil celou další generaci nových alternativních coinů jako Darkcoin, Dogecoin a další.

## Směnárny a využití měny
Litecoiny lze koupit (nebo prodat) těmito hlavními způsoby:
- Osobně můžete nakoupit a prodat Litecoin přes Bitcoinové bankomaty, spousta z nich podporuje i tuto měnu. Seznam dostupných bankomatů najdete nejlépe na webu coinatmradar Archivováno 10. 5. 2017 na Wayback Machine.
- Nejlepší nákup Litecoinů je ale přímo na burze.
- Dále lze jako u spousty dalších kryptoměn použít k vydělání peněz tzv. holding. Ve své podstatě je to držení Litecoinů, dokud se jejich cena nezvedne natolik, aby bylo výhodné je prodat.
- Také lze obchodovat Litecoiny jako binární opce.[7]